# Ed Stefanski
Ed Stefanski (ur. 1954) – amerykański koszykarz akademicki a następnie działacz sportowy, polskiego pochodzenia. Piastował stanowisko wiceprezydenta do spraw operacji koszykarskich w drużynie NBA – Toronto Raptors (2011–2013). Wcześniej pełnił funkcję generalnego menedżera w drużynach New Jersey Nets (29.06.2004–4.12.2007) oraz Philadelphii 76ers (4.12.2007–12.08.2011).
W młodości grał w koszykówkę w Bonner High School. Następnie uczył się i trenował w drużynie Uniwersytetu Pensylwania, gdzie prowadził go Chuck Daly. Z drużyną Penn Quakers zdobył dwukrotnie mistrzostwo Ivy League. Po ukończeniu uczelni wziął udział w drafcie NBA w 1976 i wybrany został właśnie przez Philadelphię 76ers w 10. rundzie z numerem 168. Niemniej jednak zamiast gry w lidze, wybrał karierę biznesową, zostając szefem dużej firmy zajmującej się nieruchomościami. Po kilku latach zdecydował jednak wrócić do koszykówki i w latach 1979-1983 trenował drużynę swojego macierzystego liceum – Bonner High School. Równocześnie zaczął pracować jako analityk (m.in. dla stacji ESPN), którą to działalność kontynuował przez ponad 20 lat.
Od 2000 pracował w klubie z New Jersey, kolejno pełniąc funkcję: szefa skautów (2000-2003), wiceprezydenta ds. operacji koszykarskich (2003-2004) i generalnego menedżera (2004-2007).
4 grudnia 2007 zastąpił na stanowisku generalnego managera zwolnionego Billy’ego Kinga w drużynie Philadelphia 76ers. W 2011 po wygaśnięciu kontraktu podziękowano mu za współpracę, w jego miejsce zatrudniony został Rod Thorn.
Ed i jego żona Karen mają czterech dorosłych synów.

## Osiągnięcia
Na podstawie, o ile nie zaznaczono inaczej.
NCAA
- Uczestnik turnieju NCAA (1974, 1975)
- Mistrz sezonu regularnego Ivy League (1974, 1975)